# Monika Haas
Monika Haas (* 2. Mai 1948 in Frankfurt am Main) ist eine ehemalige deutsche Terroristin. Sie wurde 1998 wegen Beteiligung an der Entführung des Flugzeugs „Landshut“ im Jahr 1977 zu fünf Jahren Freiheitsstrafe verurteilt. Jahre zuvor war sie mit dem Funktionär der Volksfront zur Befreiung Palästinas Zaki Helou verheiratet.

## Leben
Ende der 1960er Jahre engagierte sich Monika Haas in der Hausbesetzerszene. Anfang der 1970er Jahre setzte sie sich für eine Verbesserung der Haftbedingungen der RAF-Mitglieder ein, ging nach mehreren Hausdurchsuchungen 1975 in den Untergrund und folgte Siegfried Haag ins jemenitische Aden. Nach ihren Angaben wurde sie Anfang 1976 in Nairobi wegen Kuriertätigkeit für die als terroristisch eingestufte Volksfront zur Befreiung Palästinas (PFLP) von kenianischen Sicherheitsbehörden festgenommen und nach dreitägigem Verhör wieder freigelassen.
In Nairobi waren vom 18. bis 25. Januar auf Hinweise des Mossad drei Palästinenser verhaftet und eine von Idi Amins Agenten gelieferte sowjetische Boden-Luft-Rakete entdeckt worden, die dafür vorgesehen war, ein landendes El-Al-Flugzeug abzuschießen. Ein danach eintreffendes deutsches Paar, das dem RAF-Umfeld zugerechnet wurde, wurde ebenso wie die nachfolgende Haas verhaftet, im Gegensatz zu ihr jedoch heimlich nach Israel ausgeflogen und dort unter heftig umstrittenen Umständen von einem Militärgericht zu zehnjährigen Haftstrafen verurteilt. Im Jemen lernte sie den PFLP-Funktionär Zaki Helou kennen, den sie wenig später heiratete und mit dem sie zwei Kinder hat. Nachdem ihre Ehe zerbrochen war, erkundigte sie sich bei deutschen Behörden, ob etwas gegen sie vorläge, und kehrte 1982 nach Frankfurt zurück.
1992 wurde sie damit konfrontiert, 1977 an der Entführung des Flugzeugs Landshut beteiligt gewesen zu sein. Haas wurde vorgeworfen, den Waffentransport an das palästinensische Entführerkommando durchgeführt zu haben. Am 18. Januar 1996 wurde vor dem 5. Strafsenat des Oberlandesgerichts Frankfurt am Main ein Prozess gegen sie eröffnet. Die überlebende Entführerin Souhaila Andrawes wurde als Kronzeugin geladen, nachdem sie 1994 in einer Aussage von einer Beteiligung Haas’ gesprochen hatte. Andrawes widerrief diese Aussage jedoch und weigerte sich ebenso wie Brigitte Mohnhaupt, im nachfolgenden Prozess dazu auszusagen und saß daher sechs Monate in Beugehaft. RAF-Terrorist Peter-Jürgen Boock dagegen belastete Haas. Zugelassen wurde zudem die Aussage eines im Libanon inhaftierten Mossad-Agenten, Said Slim, der angab, mit Haas den Transport durchgeführt zu haben. Slim sagte jedoch nie selbst vor einem deutschen Gericht aus, sondern wurde von BKA-Beamten im libanesischen Gefängnis vernommen. Die Verteidigung sah in anonymen Zeugenaussagen von BKA-Beamten, die von der Verteidigung nicht befragt werden konnten, einen Verstoß gegen den Grundsatz des fairen Verfahrens gemäß der Europäischen Menschenrechtskonvention.
Haas wurde schließlich am 16. November 1998 wegen Beihilfe zum Angriff auf den Luftverkehr, Beihilfe zur Geiselnahme, Beihilfe zum erpresserischen Menschenraub und Beihilfe zum versuchten Mord in zwei Fällen zu einer Freiheitsstrafe von fünf Jahren verurteilt. Ihre Revision wurde 2000 vom Bundesgerichtshof verworfen, ihre Verfassungsbeschwerde 2001 nicht zur Entscheidung angenommen.